# Amphoe Na Noi

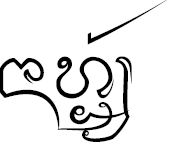
„Na Noi“ in Lanna-Schrift

Amphoe Na Noi (Thai: อำเภอ นาน้อย) ist ein Landkreis (Amphoe – Verwaltungs-Distrikt) im Süden der Provinz Nan. Die Provinz Nan liegt im Nordosten der Nordregion von Thailand.

## Geographie
Benachbart sind im Uhrzeigersinn von Norden aus: Amphoe Wiang Sa, die Landesgrenze zu Laos, Amphoe Ban Khok (Provinz Uttaradit) sowie die Amphoe Na Muen und Rong Kwang (Provinz Phrae).
Im östlichen Teil des Amphoe Na Noi fließt der Mae Nam Nan (Nan-Fluss). Der Nam Haeng ist ein weiterer größerer Fluss. Er fließt durch den Ort Na Noi und mündet etwas weiter östlich in den Nan. Flussaufwärts ist der Stausee Nam Haeng angelegt.
Im Westen des Amphoe liegt der Nationalpark Si Nan mit seinen bewaldeten Berghängen, die die Täler des Mae Nam Yom und des Nan voneinander trennen. Nicht weit nördlich der Stadt Na Noi hat die Erosion eine eigenartige Hügellandschaft geschaffen, die Hom Chom. Manche Hügel sind sehr steil, gebildet durch Regenwasser und Brüche innerhalb der Sandstein-Massen.

## Geschichte
Na Noi hieß ursprünglich Wiang Si Sa Ket (เวียงศรีษะเกษ). 1899 wurde es dann Teil der Provinz Nan. 1903 war dann geplant, Si Sa Ket und Tha Pla in einen Amphoe zusammenzufassen, doch kam Tha Pla schließlich zu Uttaradit.
1907 änderte man den Namen des Amphoe, um Verwechslungen mit der Provinz Si Sa Ket zu vermeiden. Gleichzeitig wurde Na Noi Teil der Provinz Nan.

## Sehenswürdigkeiten
- Nationalparks:
  - Nationalpark Khun Sathan (Thai: อุทยานแห่งชาติขุนสถาน) – bergiges Gebiet entlang einer Nord-Süd-Bergkette, die die Provinzen Phrae und Nan trennt. Die höchsten Erhebungen im Park sind der Doi Ku Sathan (ดอยกู่สถาน) mit 1630 Metern, der Doi Mae Chok (ดอยแม่จอก) mit 1424 Metern sowie der Doi Phukha (ดอยภูคา) with 1728 Metern Höhe. Sehenswert sind die atemberaubende Natur mit Wasserfällen und Höhlen.
  - Nationalpark Si Nan (Thai: อุทยานแห่งชาติศรีน่าน) – liegt zum Teil auch in den Landkreisen Wiang sa und Na Muen. Der 1024 km² große Park besteht aus hohen Bergen mit bis zu 1234 Metern Höhe.

## Verwaltung

### Provinzverwaltung
Der Landkreis Na Noi ist in sieben Tambon („Unterbezirke“ oder „Gemeinden“) eingeteilt, die sich weiter in 68 Muban („Dörfer“) unterteilen.
| Nr. | Name         | Thai    | Muban | Einw. |
| --- | ------------ | ------- | ----- | ----- |
| 01. | Na Noi       | นาน้อย   | 10    | 5.441 |
| 02. | Chiang Khong | เชียงของ | 07    | 2.074 |
| 03. | Si Sa Ket    | ศรีษะเกษ | 14    | 7.296 |
| 04. | Sathan       | สถาน    | 12    | 5.342 |
| 05. | Santha       | สันทะ    | 10    | 6.133 |
| 06. | Bua Yai      | บัวใหญ่   | 08    | 4.013 |
| 07. | Nam Tok      | น้ำตก    | 07    | 2.522 |

### Lokalverwaltung
Es gibt zwei Kommunen mit „Kleinstadt“-Status (Thesaban Tambon) im Landkreis:
- Si Sa Ket (Thai: เทศบาลตำบลศรีษะเกษ) bestehend aus dem kompletten Tambon Si Sa Ket.
- Na Noi (Thai: เทศบาลตำบลนาน้อย) bestehend aus Teilen des Tambon Na Noi.

Außerdem gibt es sechs „Tambon-Verwaltungsorganisationen“ (องค์การบริหารส่วนตำบล – Tambon Administrative Organizations, TAO)
- Na Noi (Thai: องค์การบริหารส่วนตำบลนาน้อย) bestehend aus Teilen des Tambon Na Noi.
- Chiang Khong (Thai: องค์การบริหารส่วนตำบลเชียงของ) bestehend aus dem kompletten Tambon Chiang Khong.
- Sathan (Thai: องค์การบริหารส่วนตำบลสถาน) bestehend aus dem kompletten Tambon Sathan.
- Santha (Thai: องค์การบริหารส่วนตำบลสันทะ) bestehend aus dem kompletten Tambon Santha.
- Bua Yai (Thai: องค์การบริหารส่วนตำบลบัวใหญ่) bestehend aus dem kompletten Tambon Bua Yai.
- Nam Tok (Thai: องค์การบริหารส่วนตำบลน้ำตก) bestehend aus dem kompletten Tambon Nam Tok.